# 域外小說集
《域外小說集》，魯迅與周作人合譯與出版的短篇小說集，於1909年出版，收錄小說16篇；1921年再版，增收周作人所譯小說21篇。《域外小說集》採用文言文直譯手法，作品大部份選擇自北歐、東歐及俄羅期的小說，如亨利克·顯克微支《樂人揚珂》、弗謝沃洛德·迦爾洵《四日》、安特萊夫《謾》等，多屬悲情感人之作，具有人道主義思想。《域外小說集》初時銷量欠佳，當時影響甚微；隨著魯迅地位的提昇，《域外小說集》在學術界亦獲得高度評價，大受重視。

## 動機
晚清時大部份譯者翻譯小說都是採用意譯的手法，流行林紓翻譯的外國小說，但其中誤譯甚多，魯迅與周作人感到不滿，想加以糾正，遂親自用直譯的手法翻譯小說:193-194，希望借此能對中國文學界、思想界及翻譯界作出影響:210。

## 成書
起初魯迅和周作人等人合作籌辦《新生》雜誌，打算在其中發表翻譯小說，但《新生》最終沒有出版，遂編輯《域外小說集》刊載小說:228。1909年3月:185，魯迅與周作人出版《域外小說集》二集，署名「會稽周氏兄弟」，內容主要由周作人翻譯，書中共收翻譯小說16篇，其中13篇由周作人翻譯，3篇由魯迅翻譯:194、196-197。周作人所譯小說來自英文譯本，而魯迅所據的是德文譯本。出版工作由魯迅負責，包括籌措經費、與出版者接洽交往等:201。出版費用全部從蔣抑卮處借來，他為《域外小說集》第一集印一千冊給了100元，為第二集印五百冊給了50元:104-105。這是魯迅出版的第一本書:183。到五四運動前後，魯迅和周作人都已成名，友人勸告二人重印《域外小說集》:230-231。1921年《域外小說集》由上海群益書社出版新版本，由魯迅負責編輯，而署名「周作人編譯」，把原來兩冊合為一冊，並加入21篇周作人在1909年以後翻譯的短篇小說。序言雖由魯迅執筆，卻是以周作人的名義撰寫:206、203。

## 內容
《域外小說集》選題方面，魯迅與周作人大部份選擇北歐、東歐及俄羅期的作品，所選多是感人之作，富有藝術性與悲情，具有人道主義思想:201、224、230。2021再版《域外小說集》，新加入21篇作品（如安徒生《國王之新衣》），也多來自東歐、北歐或俄羅斯:203、225。王爾德《安樂王子》主要寫燕子與王子的對話，最後王子塑像塌了，燕子死於王子腳下，而人們沒有覺醒，只知爭吵怎樣去重建金像。亨利克·顯克微支《樂人揚珂》講述天生體弱多病的揚珂酷愛音樂，因為一張胡琴而遭打死，死前問「至天國，帝肯與我一真胡琴耶？」:210、213顯克微支《燈臺守》寫一個飽經風霜的波蘭老人怎樣得到守護燈台的工作，卻因為太沉醉於波蘭詩人亞當·密茨凱維奇的詩集而忘記點燃燈火，導致船隻擱淺，最後失去工作，小說表現濃烈的愛國情懷。弗謝沃洛德·迦爾洵《四日》寫一個受傷士兵給留在戰場上四天的所感所想:210、214，他瀕臨死亡，極端淒慘:103，流露非戰的思想，結局是傷兵得救，但需截去一腿:214。
艾德加·愛倫·坡《默》以「厲鬼」來觀察「神人」，寫的是寂寞和沉默的境界。莫泊桑《月夜》以優美文筆寫出「月夜之美」如何打動只知侍奉「神命」的長老，讓他知道愛的存在。顯克微支《天使》講述小女孩瑪利薩在母親去世後成為孤兒，人們原是要把她送走，卻全都喝醉，在雪地中雪橇翻倒，女孩自己一個走在路上，故事結尾處是一隻狼的出現。迦爾洵《邂逅》記述年輕人受上一個妓女，不能自拔，最後吞槍自殺，小說格調淒怨痛苦。安特萊夫《謾》寫一個男人以為被女朋友欺騙而把她殺死:213-214，自己則最終瘋狂:103。安東·契訶夫《塞外》講述一個韃靼人被流於到西伯利亞，遇上無休止的苦楚，獨自哭啼，間接控訴俄國政治。斯諦普虐克《一文錢》開始時說在沒有地主、長老及商賈時，民生快樂自由；但經「魑魅」製造了地主、長老及商賈後，農民便「無復安時」，給折騰多時後終於醒覺，於是「匿跡山林」重新建立家園。《域外小說集》卷末有「雜識」，介紹每位原著作者:214-215。

## 翻譯手法
《域外小說集》採用忠於原著:202，逐字逐句直譯的手法:104。魯迅兄弟受章太炎影響，《域外小說集》文筆古樸:279，運用文言文，有時用字偏僻:231，句子生硬難讀:104。在翻譯人名地名時，採取直接的音譯，而不是改用中國人名地名，跟當時絕大部份譯者做法不一樣:278。許壽裳曾核對過德文譯本，覺得《域外小說集》「字字忠實，絲毫不苟，無任意增刪之弊」:196。

## 銷路與影響
《域外小說集》銷路很差，第一冊在東京賣了21本，第二冊賣了20本，在上海也是各賣出約20本。對當時中國的翻譯活動沒有影響:194-195。銷路欠佳的原因在於，魯迅兄弟當時並無名氣，不能吸引讀者注意:203，而且《域外小說集》運用直譯手法，不合乎當時流行的意譯方式；而所選譯的小說，大都缺乏完整情節或嚴密結構，簡單而平淡，帶有隨筆風格，沒有迎合當時讀者追求故事內容與情節的要求:207、210。

## 評價
《域外小說集》初時不受重視，1921年的重印本同樣受人冷落。1949年後，魯迅地位日益提高，《域外小說集》也獲得更正面的肯定:196、231，大受學者重視，得到高度評價。馮至讚揚《域外小說集》最先「採取進步而嚴肅的態度介紹歐洲文學」:196、210。臧仲倫說《域外小說集》「是我國新時期文學翻譯運動史上的第一只春燕。它為我國五四運動前後的文學翻譯運動指明了方向」:194。陳平原指出《域外小說集》的《序言》和《凡例》「可看作新一代翻譯家的藝術宣言」。王宏志指出《域外小說集》意義重大，不單選材有特色，還採用直譯的方法，推翻了以往那種大刀闊斧式的意譯手段:278。